# Sera Gamble
Sera Gamble (Nova York, 20 de setembro de 1983) é uma roteirista e produtora de televisão americana, mais conhecida por seu trabalho na série Supernatural da The CW e na série The  Magicians da SyFy.

## Carreira
Antes de trabalhar para cinema e televisão, Gamble estrelou em produções teatrais de Will Strip for Food em Los Angeles e Dublin, na Irlanda. Ela produziu e estrelou uma produção de Eve of Paradise, escrita e dirigida por Raelle Tucker. Ela também estrelou um curta-metragem escrito e dirigido por Tucker, intitulado The Clay Man; o filme foi baseado em um conto de Gamble. A carreira atual de Gamble em Hollywood começou quando ela apareceu como finalista na segunda temporada do Project Greenlight em 2003. Ela foi contratada como escritora na curta série da ABC, Eyes. Após o cancelamento dessa série, ela foi contratada como escritora e editora de história da série Supernatural da The CW.
Gamble publicou vários obras de ficção literária, incluindo histórias publicadas pela revista Washington Square, em www.north.com, e antologizada nas edições de 2006 e 2007 de The Best American Erotica e a coleção "sombria, gótica" Bitten.
Sera Gamble trabalhou nas sete primeiras temporadas de Supernatural. Ela contribuiu com cerca de trinta roteiros para a série e foi produtora executiva na quinta temporada. No final da quinta temporada, o criador Eric Kripke renunciou como escritor principal da série e Gamble foi escolhida como seu sucessor. Ela serviu como showrunner da série, começando com a sexta temporada, e terminando com o final da sétima temporada. Gamble escolheu renunciar a seu cargo como produtora e produtora executiva da Supernatural no final da sétima temporada, a fim de "se concentrar em desenvolver outros projetos" para a Warner Bros. Television, incluindo pilotos para as redes ABC e The CW. Ela foi substituída pelo produtor executivo de Being Human, Jeremy Carver, que já havia trabalhado em Supernatural da terceira até a quinta temporada.